# Прапор Абхазії
Прапор Абхазької автономної республіки — державний символ абхазької автономії у складі Грузії.

## Проєкт прапора
Державна геральдична комісія Грузії передала на розгляд уряду Абхазії у вигнанні проєкт прапора автономії.
Проєкт прапора: прямокутне полотнище зі співвідношенням ширини до довжини 3:4, на древковій половині зображений державний прапор Грузії, половина з вільного краю зелена з трьома білими (срібними) горизонтальними смугами.

## Прапор невизнаної республіки Абхазія
Прапор Республіки Абхазія — державний символ самопроголошеної Республіки Абхазія затверджений сесією Верховної Ради Республіки Абхазії 23 липня 1992 року в місті Акуа (Сухумі), після ухвалення рішення про припинення дії Конституції Абхазької АРСР 1978 року і відновлення Конституції РСР Абхазії 1925 року.
Прапор Абхазії являє собою полотнище з співвідношенням довжини і ширини 2:1. По його довжині розташовано сім рівних по ширині смуг зеленого і білого кольору, що чергуються, з них чотири зелених і три білих. Перша смуга зверху зеленого кольору.
У верхньому лівому кутку, біля держака прапора розташований прямокутник пурпурового кольору розміром 0,38 довжини прапора і шириною в три смуги. У центрі пурпурового прямокутника вертикально розташована відкрита долоня правої руки білого кольору. Над долонею півколом розташовано сім п'ятипроменевих зірок білого кольору. Цей елемент запозичений з прапора Абхазького царства. Червоний колір — символ військової доблесті, розкрита долоня — знак миру, добра і гостинності. Розкрита біла долоня на червоному тлі — символ Абхазької державності, яка оформилася за часів Абхазького царства і налічує 12 сторіч. Сім п'ятипроменевих зірок над долонею — це сім основних областей володарської Абхазії: Садз (Джігетія), Бзип, Гума, Абжуа, Самирзакан, Дал-Цабал, Псхуи-Аібга. Вони охоплювали етнічну територію абхазів від річки Хоста (межа з убихами) до річки Інгур (межа з Мігрелією) і від Чорного моря до Кавказьких гір. Крім того, число «сім» для абхазів, як і для багатьох народів, є священним і широко представлено в їх релігії, міфології і традиційній культурі. П'ятипроменева зірка — поширений у абхазів стародавній астральний знак.
Автор прапора Республіки Абхазія — художник Валерій Гамгія.

## Галерея

Файл:Flag_of_Abkhazian_SSR_(1921-1925).svgПрапор ССР Абхазії 1921 року.
Файл:Flag_of_Abkhazian_SSR.svgПрапор ССР Абхазії 1925 року.
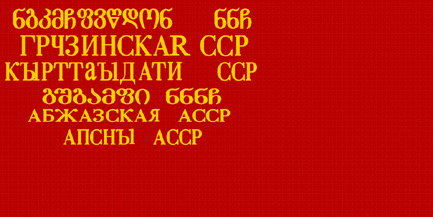
Файл:Abjasia1930.pngПрапор ССР Абхазії 1930 року.
Файл:Flag_of_the_Georgian_Soviet_Socialist_Republic.svgПрапор Грузинської РСР, вживаного від 1951 по 1978 рік як прапор Абхазької АРСР.
Файл:Flag_of_Abkhazian_ASSR.svgПрапор Абхазької АРСР 1978 року.
Файл:Flag_of_the_SSR_Abkhazia_(1989).svgПрапор Абхазької РСР 1989 року